# Ein deutsches Requiem

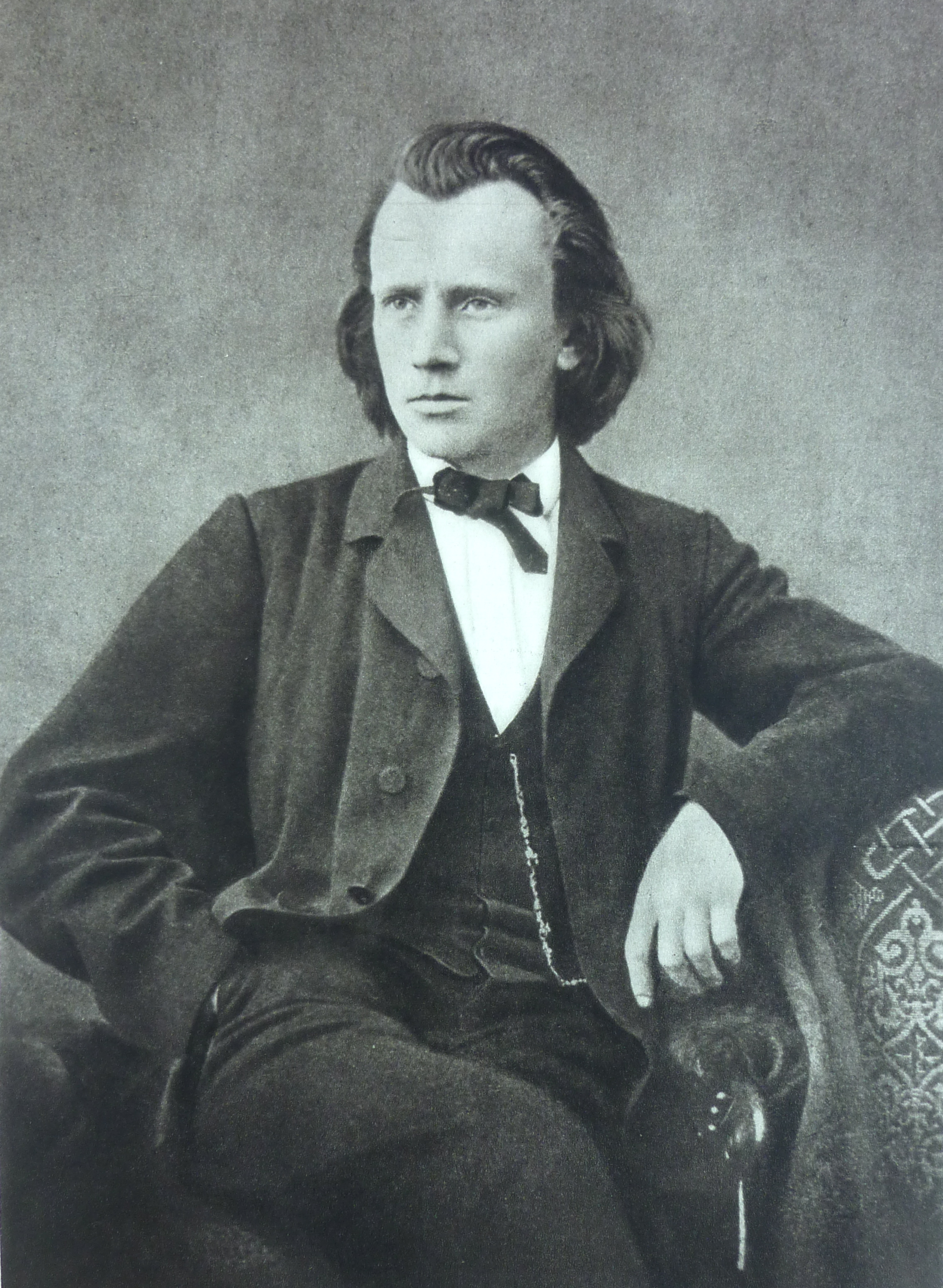
Johannes Brahms um 1866

Ein deutsches Requiem nach Worten der Heiligen Schrift, op. 45, ist ein Werk des Komponisten Johannes Brahms für Sopran- und Bariton-Solo, Chor und Orchester. Es wurde zwischen 1865 und 1868 komponiert. In der endgültigen Fassung besteht es aus sieben Sätzen.

## Gattung und Textauswahl
Unter einem Requiem versteht man gemeinhin die Liturgie der Totenmesse der katholischen Kirche bzw. kirchenmusikalische Kompositionen zum Totengedenken. Der im evangelisch-lutherischen Hamburg groß gewordene Brahms orientierte sich bei der Auswahl seiner Texte nicht am traditionellen Kanon des Requiems als Totenmesse, sondern wählte aus Texten des Alten und Neuen Testamentes in der Fassung der Lutherbibel vor allem solche aus, in denen der Trost der Hinterbliebenen im Mittelpunkt steht. Brahms gestaltete sein Deutsches Requiem nicht als Trauermusik, sondern zum Trost derer, „die da Leid tragen“, also als eine von Ernst, Würde und Zuversicht getragene Musik für die Lebenden. Über den Text so Brahms selbst: „Was den Text betrifft, so will ich bekennen, dass ich recht gerne auch das ‚Deutsche‘ fortließe und einfach den ‚Menschen‘ setzte“. Weiter beteuerte er: „Ich habe meine Trauermusik vollendet als Seeligpreisung der Leidtragenden“. Damit unterscheidet sich das Werk fundamental von anderen Requiems, wie denen von Mozart oder Verdi.
Der kirchenmusikalischen Gattung des Requiems kann und soll das Werk deshalb nicht gerecht werden; von der Anlage – vor allem der Besetzung – her kann man es eher als Oratorium bezeichnen, wenn auch die dramatische Komponente fehlt. In der Textabfolge knüpft es am ehesten an die evangelische Motette früherer Zeiten an.

## Besetzung
Gesang: Solo-Sopran, Solo-Bariton und vierstimmiger Chor.
Orchester: zwei Flöten, Piccoloflöte, zwei Oboen, zwei Klarinetten in A und B, zwei Fagotte, Kontrafagott ad libitum, vier Hörner, zwei Trompeten, drei Posaunen, Tuba, Pauken, zwei Harfen (unisono), Streicher, Orgel ad libitum. – Diese Orgelstimme fehlt zwar in der Partitur des Erstdrucks, wurde dem Stimmensatz jedoch beigefügt. Sie stammt von Joh. Brahms selbst. Die Kontrafagott-Stimme wurde nach Brahms’ Anweisungen, die sich in seinem Handexemplar finden, herausgeschrieben und zunächst nur den Wiener Stimmen beigelegt, die er für seine Aufführungen verwendete. Im Erstdruck findet sich nirgends ein Hinweis darauf, erst die Partitur der Gesamtausgabe (ed. Eusebius Mandyczewski) fügte diese um 1927 hinzu.

## Entstehungsgeschichte
1858 vertonte Johannes Brahms erstmals geistliche Texte (Ave Maria op. 12 und Begräbnisgesang op. 13). 1861 begann er dann mit der Zusammenstellung der Texte zu dem Requiem. Zunächst entstanden die Texte der Sätze I–IV; diese notierte Brahms auf der Rückseite des vierten Liedes seiner Magelonen-Romanzen op. 33. Ebenfalls 1861 komponierte er die ersten beiden Sätze. Nach dem Tod der Mutter 1865 scheint er die Arbeit an dem Werk wiederaufgenommen zu haben, im Frühjahr 1865 entstand der IV. Satz, diesen sandte Brahms als Klavierauszug an Clara Schumann. Satz III ist wohl während eines längeren Aufenthaltes bei dem Freund und Fotografen Julius Allgeyer in Karlsruhe entstanden, die Sätze VI und VII wohl im Sommer des Jahres 1866 in Lichtental (bei Baden-Baden) und/oder in Winterthur. Der heutige Satz V wurde erst im Mai 1868 komponiert und nach den ersten Aufführungen in das Werk eingefügt (Siehe Johannes Brahms und die Schweiz).
Ein Briefwechsel dem Verleger Jakob Melchior Rieter-Biedermann vom November 1867 belegt Brahms’ Absicht, das Requiem in Basel uraufführen zu wollen. Dorthin pflegte Brahms enge Kontakte mit dem Mäzen Friedrich Riggenbach-Stehlin, bei dessen Hauskonzerten er einige Sätze aus dem Requiem im Klavierauszug aufführte. Zur eigentlichen Uraufführung kam es jedoch nicht, Brahms bemerkte: „Die Basler sind von einer so unpraktischen Weitläufigkeit, dass das wohl nichts wird. Und ich wäre gar gerne zum Frühling in Ihre Gegend gegangen. Dagegen will man das Requiem in Bremen durchaus aufführen […]“
Die ersten drei Sätze – mehr wollte man dem Publikum „nicht zumuten“ – wurden Anfang Dezember 1867 durch den Wiener Singverein in einem Konzert der Gesellschaft der Musikfreunde in Wien uraufgeführt. Der Behauptung, die Aufführung habe einen „eklatanten Misserfolg“ erlebt, widerspricht ein Brief von Brahms’ Freund Joseph Joachim an seine Frau (1. Dezember 1867); dort ist die Rede davon, das Publikum habe „mit Theilnahme“ zugehört, „eine kompakte kleine Partei“ sogar „mit Weihe und Enthusiasmus“, während „einiges zischendes Gesindel […] den Sieg nicht erringen“ konnte. Der Beifall habe so lange angehalten, bis Brahms „vom Saal über die Treppe in’s Orchester“ gekommen sei. Ein Problem der Aufführung, die von Eduard Hanslick insgesamt durchaus positiv rezensiert wurde, war, dass der Paukist beim langen Orgelpunkt der Schlussfuge von Nr. 3 („Der Gerechten Seelen“) viel zu laut spielte.
Weitaus mehr Anklang fand die erstmalige Aufführung der vorläufig vollendeten Komposition: Das damals noch sechssätzige Werk wurde in seiner Gesamtheit erstmals am Karfreitag, dem 10. April 1868, im Bremer Dom unter der musikalischen Leitung von Brahms aufgeführt, nach Einstudierung durch den Bremer Domkapellmeister Carl Martin Reinthaler. Der bei diesem Konzert noch fehlende fünfte Satz wurde erst danach eingefügt. Das vollständige Werk erlebte am 18. Februar 1869 seine Uraufführung im Leipziger Gewandhaus durch den Gewandhauschor; allerdings hatte es am 3. Januar 1869 bereits eine private Aufführung der Klavierauszugversion mit kleinem Chor und Solisten in Dessau gegeben, wie Brahms von seinem Freund Adolf Schubring erfuhr.

## Struktur
Durch die Einfügung von Satz V ergibt sich eine symmetrische Struktur um den Satz IV, der die „lieblichen Wohnungen des Herrn“ beschreibt. Satz I und VII beginnen mit „Selig sind …“, wobei Satz I den Seligpreisungen der Bergpredigt entnommen ist, Satz VII der Offenbarung des Johannes. Auch musikalisch sind diese beiden – überwiegend verhaltenen – Sätze aufeinander bezogen, besonders am Ende. Die Sätze II und VI sind dramatisch konzipiert, Satz II betont die Vergänglichkeit („Denn alles Fleisch, es ist wie Gras“), Satz VI die Auferstehung („Siehe, ich sage euch ein Geheimnis“). Die Sätze III und V werden von einer Solostimme begonnen. In Satz III bittet der Bariton („Herr, lehre doch mich“), der Chor wiederholt mehrfach verallgemeinernd den Text. In Satz V dagegen singen die Sopranistin und der Chor unterschiedlichen Text, „Ihr habt nun Traurigkeit“ gegenüber „Ich will euch trösten“. Im ganzen Werk singen die Solisten, anders als zum Beispiel in barocken Oratorien, keine Arien, sondern sind Teil der Gesamtarchitektur. Fast alle Sätze – mit Ausnahme von IV und VII – beruhen auf einer Folge mehrerer Bibelworte, die jeweils sinnvoll von Leid und Trauer zum Trost führen. Das letzte Wort ist – wie das erste – „selig“.

### Text und Musik
Die folgende Tabelle listet innerhalb der Sätze die Zeilenanfänge für neuen Text. Wechsel in der biblischen Quelle bedingen oft auch einen Wechsel im Charakter der Musik, der durch Tonart, Tempo und Takt beschrieben wird. Der Chor singt vierstimmig, mit Ausnahme einiger Akkorde, und ist fast pausenlos Träger des Geschehens. Brahms fand für einige Sätze deutsche Beschreibungen für Tempo und Ausdruck, andere bezeichnete er mit üblichen italienischen Angaben.
| Text                                           | Solo | Tonart                     | Tempo                             | Takt | Bibel              |  |
| I                                              |      |                            |                                   |      |                    |  |
| ---------------------------------------------- | ---- | -------------------------- | --------------------------------- | ---- | ------------------ |  |
| Selig sind, die da Leid tragen                 |      | F-Dur                      | Ziemlich langsam und mit Ausdruck | 4⁄4  | Mt 5,4             |  |
| Die mit Tränen säen, werden mit Freuden ernten |      | Des-Dur                    |                                   |      | Ps 126,5–6         |  |
| Selig sind, die da Leid tragen                 |      | F-Dur                      |                                   |      |                    |  |
| II                                             |      |                            |                                   |      |                    |  |
| Denn alles Fleisch, es ist wie Gras            |      | b-Moll                     | Langsam, marschmäßig              | 3⁄4  | 1 Petr 1,24        |  |
| So seid nun geduldig                           |      | Ges-Dur                    | Etwas bewegter                    |      | Jak 5,7            |  |
| Denn alles Fleisch, es ist wie Gras            |      | b-Moll                     | Tempo I                           |      |                    |  |
| Aber des Herrn Wort bleibet in Ewigkeit        |      | B-Dur                      | Un poco sostenuto                 |      | 1 Petr 1,25a       |  |
| Die Erlöseten des Herrn werden wiederkommen    |      | B-Dur                      | Allegro non troppo                | 4⁄4  | Jes 35,10a         |  |
| ewige Freude                                   |      | B-Dur                      | Tranquillo                        |      | Jes 35,10b         |  |
| III                                            |      |                            |                                   |      |                    |  |
| Herr, lehre doch mich                          | Bar  | d-Moll                     | Andante moderato                  | 2⁄2  | Ps 39,5–6a         |  |
| Ach, wie gar nichts                            | Bar  | F-Dur                      |                                   | 3⁄2  | Ps 39,6b–8a        |  |
| Ich hoffe auf dich                             |      | D-Dur                      |                                   |      | Ps 39,8b           |  |
| Der Gerechten Seelen sind in Gottes Hand       |      | D-Dur                      |                                   | 4⁄2  | Weish 3,1          |  |
| IV                                             |      |                            |                                   |      |                    |  |
| Wie lieblich sind deine Wohnungen              |      | Es-Dur                     | Mäßig bewegt                      | 3⁄4  | Ps 84,2–3 und 84,5 |  |
| V                                              |      |                            |                                   |      |                    |  |
| Ihr habt nun Traurigkeit                       | Sop  | G-Dur                      | Langsam                           | 4⁄4  | Joh 16,22          |  |
| Ich will euch trösten                          |      | D-Dur                      |                                   |      | Jes 66,13a         |  |
| Sehet mich an                                  | Sop  | B-Dur → H-Dur              |                                   |      | Sir 51,27          |  |
| Ich will euch trösten                          |      | H-Dur → D-Dur              |                                   |      |                    |  |
| Ihr habt nun Traurigkeit                       | Sop  | stark modulierend          |                                   |      |                    |  |
| Ich will euch trösten                          |      | G-Dur                      |                                   |      |                    |  |
| VI                                             |      |                            |                                   |      |                    |  |
| Denn wir haben hie keine bleibende Statt       |      | c-Moll                     | Andante                           | 4⁄4  | Hebr 13,14         |  |
| Siehe, ich sage euch ein Geheimnis             | Bar  | c-Moll → fis-Moll → c-Moll |                                   |      | 1 Kor 15,51–52a    |  |
| Denn es wird die Posaune schallen              |      | c-Moll                     | Vivace                            | 3⁄4  | 1 Kor 15,52b       |  |
| Dann wird erfüllet werden                      | Bar  |                            |                                   |      | 1 Kor 15,54b       |  |
| Der Tod ist verschlungen in den Sieg           |      | sehr stark modulierend     |                                   |      | 1 Kor 15,54c–55    |  |
| Herr, du bist würdig                           |      | C-Dur                      | Allegro                           | 4⁄2  | Offb 4,11          |  |
| VII                                            |      |                            |                                   |      |                    |  |
| Selig sind die Toten                           |      | F-Dur                      | Feierlich                         | 4⁄4  | Offb 14,13b        |  |
| Ja, der Geist spricht, daß sie ruhen           |      | A-Dur                      |                                   |      | Offb 14,13c        |  |
| Selig sind die Toten                           |      | F-Dur                      |                                   |      |                    |  |

### Musikalische Details
| Tonart | Taktart  | Bezeichnung                                    |
| ------ | -------- | ---------------------------------------------- |
| F      | 4/4-Takt | Ziemlich langsam und mit Ausdruck (Takt 1–158) |

| Tonart | Taktart  | Bezeichnung                                                                          |
| ------ | -------- | ------------------------------------------------------------------------------------ |
| b      | 3⁄4      | Langsam, marschmäßig sempre legato mezza voce (Takt 1–43) sempre legato (Takt 43–74) |
| Ges    |          | Etwas bewegter dolce espr. (Takt 74–126)                                             |
| b      |          | Tempo I (exakte Wdh. 1–74)                                                           |
| B      |          | Un poco sostenuto (Takt 198–205)                                                     |
|        | 4/4-Takt | Allegro non troppo (Takt 206–302)                                                    |
|        |          | tranquillo (Takt 303–337)                                                            |

| Tonart | Taktart    | Bezeichnung                   |
| ------ | ---------- | ----------------------------- |
| d      | alla breve | Andante moderato (Takt 1–104) |
| F      | 3⁄2        | (Takt 105–163)                |
| D      |            | (Takt 164–172)                |
|        | alla breve | (Takt 173–208)                |

| Tonart | Taktart | Bezeichnung               |
| ------ | ------- | ------------------------- |
| Es     | 3⁄4     | Mäßig bewegt (Takt 1–179) |

| Tonart | Taktart  | Bezeichnung         |
| ------ | -------- | ------------------- |
| G      | 4/4-Takt | Langsam (Takt 1–82) |

| Tonart | Taktart    | Bezeichnung                           |
| ------ | ---------- | ------------------------------------- |
| c      | 4/4-Takt   | Andante (Takt 1–31)                   |
| fis    |            | (Takt 32–71) [ab Takt 68 accelerando] |
| c      |            | (Takt 72–81)                          |
|        | 3⁄4        | Vivace (Takt 82–207)                  |
| C      | alla breve | Allegro (Takt 208–349)                |

| Tonart | Taktart  | Bezeichnung           |
| ------ | -------- | --------------------- |
| F      | 4/4-Takt | Feierlich (Takt 1–47) |
| A      |          | (Takt 48–101)         |
| F      |          | (Takt 102–166)        |

## Bearbeitungen
Die sogenannte Londoner Fassung des Requiems ist eine Bearbeitung für Chor und Klavier. Zur Entstehung dieser Fassung existieren unterschiedliche Meinungen. Gemeinhin wird sie als eine eigenhändige Bearbeitung Brahms’ für die erste Aufführung des Werks in London 1871 bezeichnet. Neueren Forschungen zufolge wurde für diese Aufführung ein bereits 1869 von Brahms selbst veröffentlichtes vierhändiges Klavierarrangement verwendet, das eigentlich für das heimische Musizieren ohne Chor vorgesehen war. Der Chorpart wurde hierfür nur teilweise aus den Klavierstimmen gestrichen.
Theodor Kirchner schrieb eine Fassung für Klavier solo. Robert Schaab schuf eine Konzertfassung für Orgel der Sätze IV („Wie lieblich sind deine Wohnungen“) und VI („Denn wir haben hie keine bleibende Statt“).
Heinrich Poos schrieb eine Bearbeitung für Soli, Chor, zwei Klaviere und Pauken. 2010 hat Ingo Schulz das Werk in einer für Kammerorchester und Chor übertragenen Fassung veröffentlicht. Diese ist von den gesetzten Noten her sehr nah am Originalwerk, hat jedoch ein deutlich verkleinertes Instrumentarium. Das Aufführungsmaterial dieser Version ist online frei verfügbar. Ebenfalls 2010 veröffentlichte Joachim Linckelmann eine Fassung für Kammerorchester und Chor im Carus-Verlag.
Wilhelm Kaiser-Lindemann hat den IV. Satz „Wie lieblich sind deine Wohnungen“ für die 12 Cellisten der Berliner Philharmoniker arrangiert, die die Bearbeitung erstmals in der Tonhalle Düsseldorf am 4. Juni 2012 aufführten. Das Aufführungsmaterial hierzu ist bei euthentic edition erschienen.
Auf Basis einer 1963 erstellten Vorlage des Amerikaners Norris L. Stephens wurde vom St. Galler Domorganist Willibald Guggenmos 2014 eine Fassung für Chor, Orgel und Pauke geschaffen.

## Rezeption
Bereits zu Lebzeiten von Johannes Brahms wurde sein religiöser Hintergrund thematisiert. So bewertete Heinrich von Herzogenberg sein Œuvre als Zeugnis eines „kern-protestantischen und tiefreligiösen Mannes“. Während der Vorbereitungen zur Uraufführung des Requiems bemerkte Carl Martin Reinthaler in einem Briefwechsel mit ihm, dass in der Textzusammenstellung der Hinweis auf Jesus Christus fehle. Brahms antwortete lediglich, er habe auf diese Verweise „mit allem Wissen und Willen“ verzichtet. Da seine geistlichen Werke auf eine liturgische Bindung verzichten und nicht im kirchlichen Auftrag komponiert wurden, sind sie als autonome Kunst zu sehen, die im 19. Jahrhundert im Zuge der Säkularisierung zunehmend an Bedeutung gewann. Brahms war durch den enthusiastischen Artikel Neue Bahnen, den Robert Schumann in seiner Neuen Zeitschrift für Musik veröffentlicht hatte, bereits sehr früh mit einer gleichsam kunstreligiösen Erwartungshaltung konfrontiert und in die Rolle des musikalischen Messias gedrängt worden. Er selbst widersetzte sich der religiösen Erhöhung der Kunst und verwendete in diesem Zusammenhang gegenüber Clara Schumann den Begriff Menschenwerk.
Im Spannungsfeld zwischen Liberalismus und politischem Katholizismus, in Wien etwa durch den antisemitischen Journalisten Albert Wiesinger vertreten, wurde er dem liberalen Lager zugerechnet.
Brahms selbst gab zu, den inneren „Theologen … nicht los werden“ zu können, charakterisierte seine Textauswahl auf der anderen Seite allerdings als heidnisch.
Clara Schumann schrieb in einem Brief an Johannes Brahms, nachdem sie die Noten des 6. und 7. Satzes von ihm erhalten hatte: „Zu erzählen gibt es hier wenig, aber sagen muß ich Dir noch, daß ich ganz und gar erfüllt bin von Deinem Requiem, es ist ein ganz gewaltiges Stück, ergreift den ganzen Menschen in einer Weise wie wenig anderes. Der tiefe Ernst, vereint mit allem Zauber der Poesie, wirkt wunderbar, erschütternd und besänftigend. Ich kann’s, wie Du ja weißt, nie so recht in Worte fassen, aber ich empfinde den ganzen reichen Schatz dieses Werkes bis ins Innerste, und die Begeisterung, die aus jedem Stücke spricht, rührt mich tief, daher ich mich auch nicht enthalten kann es auszusprechen. … Ach könnte ich es hören, was gäb ich wohl darum“.
Der schwer zu begeisternde Wiener Musikkritiker Eduard Hanslick urteilte hymnisch: „Seit Bachs h-Moll-Messe und Beethovens Missa solemnis ist nichts geschrieben worden, was auf diesem Gebiete sich neben Brahms’ deutsches Requiem zu stellen vermag“.
Das Requiem wurde der internationale Durchbruch für den gerade 33-jährigen Komponisten und eines seiner populärsten Werke.

## Einspielungen (Auswahl)
| Jahr | Dirigent             | Sopran                   | Bariton                  | Chor                                      | Orchester                                    | Label                             | Anmerkung                                                            |
| ---- | -------------------- | ------------------------ | ------------------------ | ----------------------------------------- | -------------------------------------------- | --------------------------------- | -------------------------------------------------------------------- |
| 1943 | Arturo Toscanini     | Vivien Della Chiesa      | Herbert Janssen          | Westminster Choir                         | NBC Symphony Orchestra                       | Naxos                             | Live-Aufnahme 24. Januar 1943                                        |
| 1947 | Herbert von Karajan  | Elisabeth Schwarzkopf    | Hans Hotter              | Wiener Singverein                         | Wiener Philharmoniker                        | EMI                               |                                                                      |
| 1948 | Wilhelm Furtwängler  | Kerstin Lindberg-Torlind | Bernhard Sönnerstedt     | Musikaliska Sallskapet Kör                | Stockholms Konsertförenings Orkester         | Archipel Desert Island Collection | Stockholm, 19. November 1948                                         |
| 1954 | Bruno Walter         | Irmgard Seefried         | George London            | Westminster Choir                         | New Yorker Philharmoniker                    | Sony                              |                                                                      |
| 1955 | Rudolf Kempe         | Elisabeth Grümmer        | Dietrich Fischer-Dieskau | Chor der St. Hedwigs-Kathedrale           | Berliner Philharmoniker                      | EMI                               |                                                                      |
| 1957 | Herbert von Karajan  | Lisa della Casa          | Dietrich Fischer-Dieskau | Wiener Singverein                         | Wiener Philharmoniker                        | ORFEO International               | Salzburg, 23. August 1957                                            |
| 1957 | Sergiu Celibidache   | Agnes Giebel             | Hans Hotter              | Chor des Kölner Rundfunks                 | Sinfonieorchester des Kölner Rundfunks       | Audiophile Classics               | Köln, 28. Oktober 1957                                               |
| 1960 | Sergiu Celibidache   | Agnes Giebel             | Hermann Prey             | Coro di Milano della RAI                  | Orchestra Sinfonica di Milano della RAI      | IDIS                              | Live-Aufnahme Mailand, 19. Februar 1960                              |
| 1961 | Otto Klemperer       | Elisabeth Schwarzkopf    | Dietrich Fischer-Dieskau | Philharmonia Chorus                       | Philharmonia Orchestra                       | EMI                               |                                                                      |
| 1964 | Herbert von Karajan  | Gundula Janowitz         | Eberhard Waechter        | Wiener Singverein                         | Berliner Philharmoniker                      | Deutsche Grammophon               |                                                                      |
| 1967 | Ernest Ansermet      | Agnes Giebel             | Hermann Prey             | Chorale de la Suisse Romande              | Orchestre de la Suisse Romande               | Decca Records                     |                                                                      |
| 1968 | Erich Leinsdorf      | Montserrat Caballé       | Sherrill Milnes          | New England Conservatory Chorus           | Boston Symphony Orchestra                    | RCA                               |                                                                      |
| 1971 | Matthias Büchel      | Herrat Eicker            | Bernd Weikl              | Chor des Musikvereins Gütersloh           | Nordwestdeutsche Philharmonie                | Eurodisc                          |                                                                      |
| 1972 | Daniel Barenboim     | Edith Mathis             | Dietrich Fischer-Dieskau | Edinburgh Festival Chorus                 | London Philharmonic Orchestra                | Deutsche Grammophon               |                                                                      |
| 1976 | Herbert von Karajan  | Anna Tomowa-Sintow       | José van Dam             | Wiener Singverein                         | Berliner Philharmoniker                      | EMI                               |                                                                      |
| 1977 | Lorin Maazel         | Ileana Cotrubaș          | Hermann Prey             | New Philharmonia Chorus                   | New Philharmonia Orchestra                   | Sony                              |                                                                      |
| 1978 | Carlo Maria Giulini  | Ileana Cotrubaș          | Dietrich Fischer-Dieskau | Edinburgh International Festival Chorus   | London Philharmonic Orchestra                | BBC Music                         |                                                                      |
| 1978 | Rafael Kubelik       | Edith Mathis             | Wolfgang Brendel         | Chor des Bayerischen Rundfunks            | Symphonieorchester des Bayerischen Rundfunks | audite                            | Live-Aufnahme München, Herkulessaal der Residenz, 29. September 1978 |
| 1983 | Giuseppe Sinopoli    | Lucia Popp               | Wolfgang Brendel         | Prager Philharmonischer Chor              | Tschechische Philharmonie                    | Deutsche Grammophon               |                                                                      |
| 1983 | Herbert von Karajan  | Barbara Hendricks        | José van Dam             | Wiener Singverein                         | Wiener Philharmoniker                        | Deutsche Grammophon               |                                                                      |
| 1985 | Herbert Kegel        | Mari Anne Häggander      | Siegfried Lorenz         | Rundfunkchor Leipzig                      | Rundfunk-Sinfonieorchester Leipzig           | Capriccio                         |                                                                      |
| 1985 | Georg Solti          | Kiri Te Kanawa           | Bernd Weikl              | Chicago Symphony Chorus                   | Chicago Symphony Orchestra                   | Decca Records                     |                                                                      |
| 1987 | Carlo Maria Giulini  | Barbara Bonney           | Andreas Schmidt          | Konzertvereinigung Wiener Staatsopernchor | Wiener Philharmoniker                        | Deutsche Grammophon               |                                                                      |
| 1991 | Helmuth Rilling      | Donna Brown              | Gilles Cachemaille       | Gächinger Kantorei Stuttgart              | Bach-Collegium Stuttgart                     | Hänssler Classic                  |                                                                      |
| 1993 | Roger Norrington     | Lynne Dawson             | Olaf Bär                 | The Schütz Choir of London                | The London Classical Players                 | EMI                               |                                                                      |
| 1995 | Kurt Masur           | Sylvia McNair            | Håkan Hagegård           | Westminster Symphonic Choir               | New Yorker Philharmoniker                    | Teldec                            | Live-Aufnahme New York, 1995                                         |
| 1996 | Philippe Herreweghe  | Christiane Oelze         | Gerald Finley            | Collegium Vocale Gent                     | Orchestre des Champs-Elysees                 | Harmonia Mundi                    |                                                                      |
| 2007 | Simon Rattle         | Dorothea Röschmann       | Thomas Quasthoff         | Rundfunkchor Berlin                       | Berliner Philharmoniker                      | EMI                               |                                                                      |
| 2010 | Nikolaus Harnoncourt | Genia Kühmeier           | Thomas Hampson           | Arnold Schoenberg Chor                    | Wiener Philharmoniker                        | Red Seal                          |                                                                      |
| 2012 | John Eliot Gardiner  | Katharina Fuge           | Matthew Brook            | Monteverdi Choir                          | Orchestre Révolutionnaire et Romantique      | Soli Deo Gloria                   |                                                                      |
| 2015 | Mariss Jansons       | Genia Kühmeier           | Gerald Finley            | Groot Omroepkoor                          | Concertgebouw-Orchester                      | RCO                               |                                                                      |
| 2016 | Jan Willem de Vriend | Renate Arends            | Thomas Oliemans          | Rotterdam Symphony Chorus                 | Residentie Orkest                            | Challenge Classics                | Live-Aufnahme Scheveningen, 2016                                     |
| 2018 | Paavo Järvi          | Valentina Farcas         | Matthias Goerne          | State Choir Latvija                       | Deutsche Kammerphilharmonie Bremen           | CMajor                            | Live-Aufnahme St. Petri Dom Bremen, 10. April 2018.                  |

### Einspielungen von Bearbeitungen
- 2010 Coviello Classics: Simon Halsey (Dirigent), Rundfunkchor Berlin (Fassung für Klavier zu vier Händen von Johannes Brahms in einer Bearbeitung für Chor, Soli und Klavierduo von Phillip Moll), Marlis Petersen (Sopran), Konrad Jarnot (Bariton), Philip Mayers, Phillip Moll (Klavier)
- 2010 musik-art: Ingo Schulz (Dirigent), Stefanie Wüst, Alban Lenzen, Ölberg-Chor (Fassung für Kammerorchester von Ingo Schulz [2010])